# Сафаров, Качай Мовсум оглы
Качай Мовсум оглы Сафаров (азерб. Qaçay Mənsim oğlu Səfərov; 1907, Куйджак, Джебраильский уезд — 12 июня 1976, Джебраильский район) — советский азербайджанский хлопковод, Герой Социалистического Труда (1948).

## Биография
Родился в 1907 году в селе Куйджак Джебраильского уезда Елизаветпольской губернии (ныне село в Джебраильском районе Азербайджана).
С 1930 года — тракторист, бригадир тракторной бригады, механик, главный инженер в Бардинской, Физулинской, Джебраильской, Геокчайской и Агдамской МТС, глава ремонтной мастерской объединения Джебраильского отдела «Азерсельхозтехника». В 1947 году в обслуживаемых колхозах получил урожай хлопка 55,48 центнера с гектара на площади 62,5 гектаров.
Указом Президиума Верховного Совета СССР от 10 марта 1948 года, за получение высоких урожаев хлопка и пшеницы в 1947 году на поливных землях при выполнении колхозами обязательных поставок и контрактации по всем видам сельскохозяйственной продукции, натуроплаты за работы МТС в 1947 году и обеспеченности семенами всех культур для весеннего сева 1948 года, Сафарову Качаю Мовсум оглы присвоено звание Героя Социалистического Труда с вручением ордена Ленина и золотой медали «Серп и Молот».
Активно участвовал в общественной жизни Азербайджана. Член КПСС с 1939 года. Делегат XXVII и XXVIII съездов КП Азербайджана.
Скончался 12 июня 1976 года в селе Махмудлу Джебраильского района.